# Johnny Preston

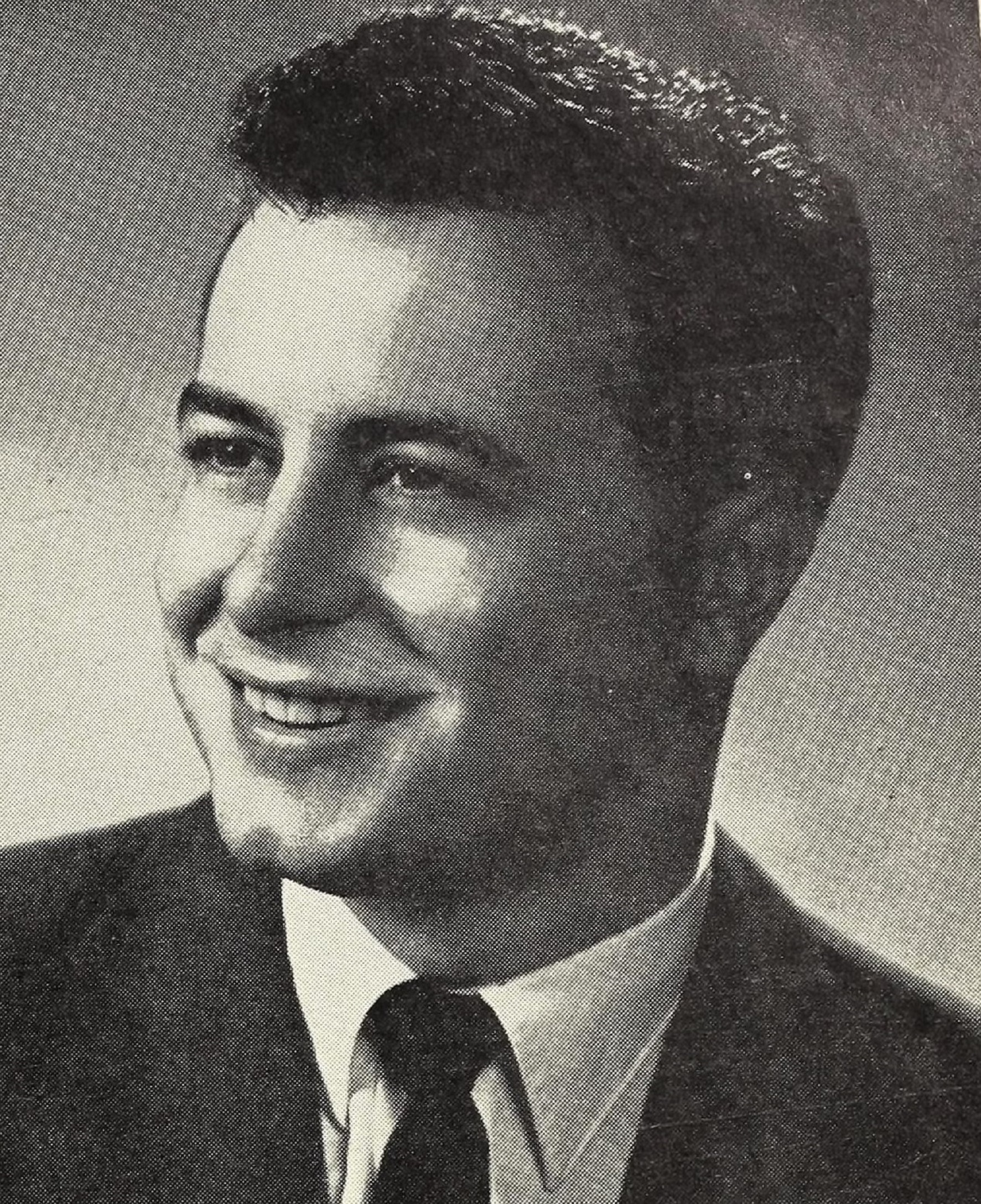

Johnny Preston, pseudonimo di John Preston Courville (Port Arthur, 18 agosto 1939 – Beaumont, 4 marzo 2011), è stato un cantante statunitense.

## Biografia
Dopo il liceo decide di fondare una band con i suoi amici chiamata The Shades.
Vengono notati da The Big Bopper (JP Richardson) che in seguito diverranno grandi amici.Grazie a The Big Bopper loro incidono il primo singolo scritto da lui stesso.
In questo periodo Johnny firma per la Mercury Records prima con tutta la band ma poi decide di diventare un solista. Con il singolo Cradle of Love raggiunge le vette delle classifiche inglesi ed americane. Dal 23 gennaio 1959 al 6 febbraio 1960 Johnny Preston con il singolo Running Bear è stato in vetta alla classifica della rivista musicale più importante degli anni sessanta, Cash Box. Presto arriveranno altri successi che lo porteranno ad ottenere il disco di platino.
Nel 2009 Preston fonda la Lamar State College nella sua città natale.
È scomparso nel 2011 all'età di 71 anni.

## Discografia parziale
Singoli
- Cradle Of Love (1960)
- Running Bear (1960)
- Kissin Three
- Brauner Bär / Da Sprach Der Alte Häupling (1987)

Album
- Feel So Fine (1960)
- That'll Be The Day (1973)
- Popular Music's Golden Hit Parade (1976) Compilation
- The Rock 'N' Roll Era - 1960 Still Rockin(1988)
- The Rock 'N' Roll Era - The '60s: Keep On Rockin(1988)
- De Pre Historie  (1990)
- Hooked On Country (1990)
- The Rock 'N' Roll Era - The '60s: Last Dance (1990)
- Cruisin' 1960 - Dick Biondi - WKBW, Buffalo, New York (1996)
- Mud Rock / Mud Rock Vol II (Raccolta in 2 cd) (1998)
- Christmas With The Stars
- Rock 'n Roll Fever